# Claveyson
Claveyson est une commune française située dans le département de la Drôme en région Auvergne-Rhône-Alpes.

## Géographie

### Localisation
Claveyson est située dans la Drôme des collines, à 80 km au sud de Lyon, 32 km au nord de Valence et à 13 km à l'est de Saint-Vallier (chef-lieu du canton).
| Saint-Jean-de-Galaure    | Saint-Jean-de-Galaure | Saint-Avit |
| Saint-Barthélemy-de-Vals | Claveyson             | Ratières   |
| Saint-Barthélemy-de-Vals | Bren                  | Bren       |

### Relief et géologie
La commune se trouve dans une plaine vallonnée.

### Climat
Pour des articles plus généraux, voir Climat d'Auvergne-Rhône-Alpes et Climat de la Drôme.
En 2010, le climat de la commune est de type climat du Bassin du Sud-Ouest, selon une étude du CNRS s'appuyant sur une série de données couvrant la période 1971-2000. En 2020, Météo-France publie une typologie des climats de la France métropolitaine dans laquelle la commune est dans une zone de transition entre le climat de montagne et le climat méditerranéen et est dans la région climatique  Moyenne vallée du Rhône, caractérisée par un bon ensoleillement en été (fraction d’insolation > 60 %), une forte amplitude thermique annuelle (4 à 20 °C), un air sec en toutes saisons, orageux en été, des vents forts (mistral), une pluviométrie élevée en automne (250 à 300 mm). 
Pour la période 1971-2000, la température annuelle moyenne est de 12,2 °C, avec une amplitude thermique annuelle de 17,9 °C. Le cumul annuel moyen de précipitations est de 909 mm, avec 8,4 jours de précipitations en janvier et 5,4 jours en juillet. Pour la période 1991-2020, la température moyenne annuelle observée sur la station météorologique de Météo-France la plus proche, « Saint-Barthélemy-V_sapc »sur la commune de Saint-Barthélemy-de-Vals à 5 km à vol d'oiseau, est de 12,7 °C et le cumul annuel moyen de précipitations est de 860,4 mm,. Pour l'avenir, les paramètres climatiques de la commune estimés pour 2050 selon différents scénarios d'émission de gaz à effet de serre sont consultables sur un site dédié publié par Météo-France en novembre 2022.

## Urbanisme

### Typologie
Au 1er janvier 2024, Claveyson est catégorisée commune rurale à habitat dispersé, selon la nouvelle grille communale de densité à 7 niveaux définie par l'Insee en 2022.
Elle est située hors unité urbaine et hors attraction des villes,.

### Occupation des sols
L'occupation des sols de la commune, telle qu'elle ressort de la base de données européenne d’occupation biophysique des sols Corine Land Cover (CLC), est marquée par l'importance des territoires agricoles (74 % en 2018), en diminution par rapport à 1990 (76,4 %). La répartition détaillée en 2018 est la suivante : 
zones agricoles hétérogènes (44 %), forêts (22,8 %), terres arables (18,6 %), prairies (11,4 %), zones urbanisées (2,6 %), milieux à végétation arbustive et/ou herbacée (0,7 %). L'évolution de l’occupation des sols de la commune et de ses infrastructures peut être observée sur les différentes représentations cartographiques du territoire : la carte de Cassini (XVIIIe siècle), la carte d'état-major (1820-1866) et les cartes ou photos aériennes de l'IGN pour la période actuelle (1950 à aujourd'hui).

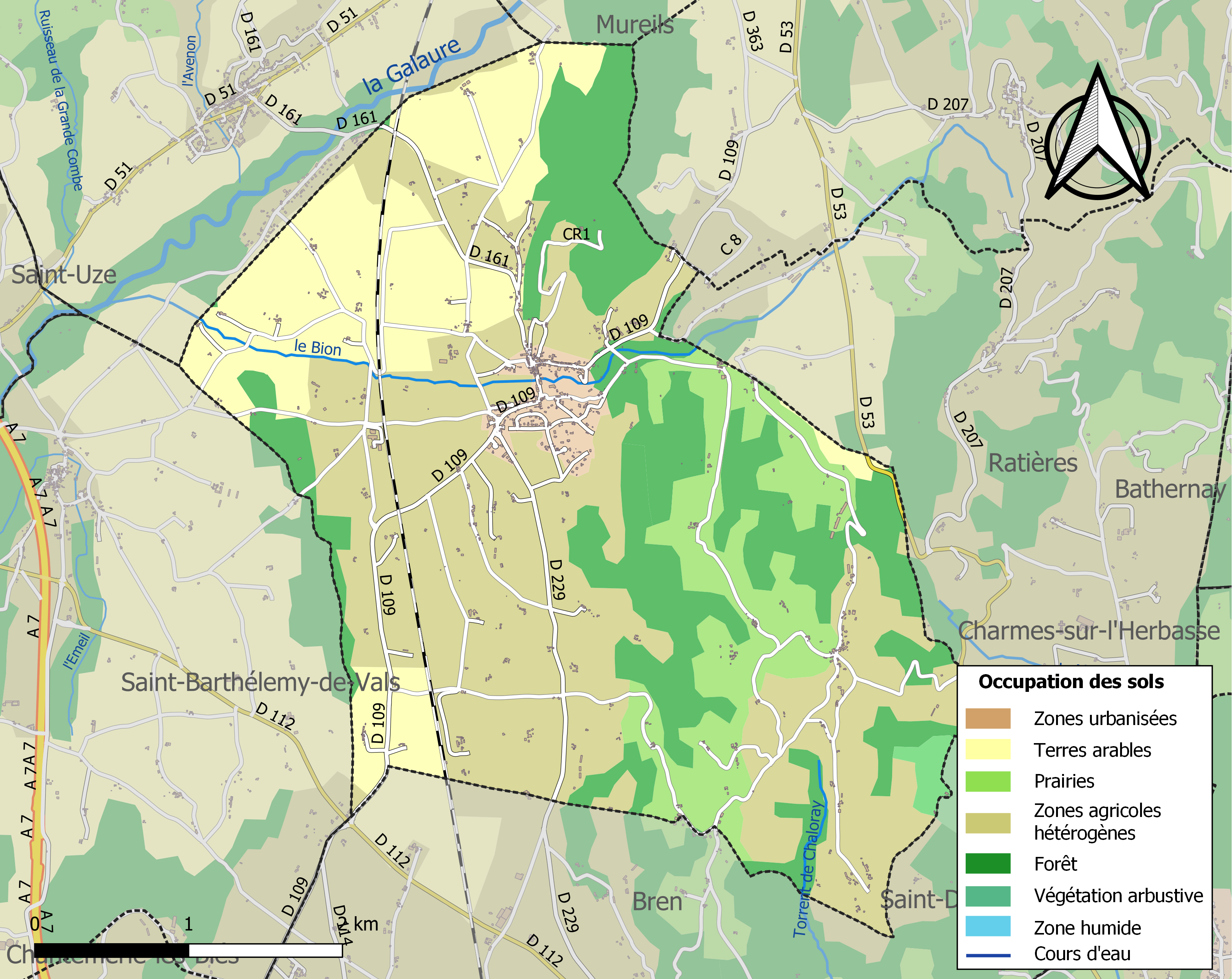
Carte des infrastructures et de l'occupation des sols de la commune en 2018 (CLC).

### Morphologie urbaine

#### Hameaux et lieux-dits
Le territoire communal inclut :
- Clopet (proche du chef-lieu),
- Saint-Andéol,
- Les Rives, près de la Galaure, avec la chapelle Saint-Vérand.

## Toponymie

### Attestations
Dictionnaire topographique du département de la Drôme :
- 1080 : mention du mandement : mandamentum chastelli de Clavasione (cartulaire de Romans, 237) ;
- XIIe siècle : Clavaso (cartulaire de Romans, 298) ;
- 1124 : Clavaisio (cartulaire de Grenoble, 225) ;
- 1128 : Clavaiso (Valbonnais, I, 129) ;
- 1227 : Claivaiso (cartulaire de Die, 127) ;
- 1388 : castrum Claveisonis (docum. inéd., 63) ;
- 1359 : dominus Clavezonis (cartulaire de Romans, pièces just., 19) ;
- 1520 : mention de l'église : ecclesia de Claveysons (pouillé de Vienne) ;
- 1537 : Clavaison et Clavaizon (terrier de Saint-Vallier) ;
- 1891 : Claveyson, commune du canton de Saint-Vallier.

### Étymologie
Origine légendaire : un trousseau de clefs qui se retrouve dans les armes des Claveyson.

## Histoire
Pour un article plus général, voir Histoire de la Drôme.

### Antiquité: les Gallo-romains
- Passage d'une voie romaine[2].

### Du Moyen Âge à la Révolution
Dès le XIe siècle, un château est attesté à Claveyson, en même temps qu'une chapelle castrale donnée à Cluny par un chevalier d'Argental nommé Artaud[réf. nécessaire].
La seigneurie :
- Au point de vue féodal, la terre est du fief de la baronnie de Clérieux, comprenant trois paroisses (cf. plus bas).
- XIIe siècle : possession des Claveyson (chevaliers).
- 1540 : la terre passe (par mariage) aux Hostun.
- 1615 : elle passe (par mariage) aux Lionne.
- 1753 : elle est vendue aux Tournon, derniers seigneurs.

XIVe siècle : les seigneurs de Claveyson font partie de l'entourage des dauphins.
Avant 1790, Claveyson était une communauté de l'élection et subdélégation de Romans et du bailliage de Saint-Marcellin comprenant trois paroisses du diocèse de Vienne : Claveyson, Saint-Andéol et Saint-Véran.
- La paroisse de Claveyson, dont l'église était sous le vocable de Saint-Sébastien, avait le prieur de La Motte-de-Galaure pour collateur et décimateur[15].
- Le mandement de Claveyson avait la même étendue que la commune de ce nom[15].

#### Montcha(s)tain
- 1100 : ad Montem Castag (cartulaire de Grenoble, 144)[16].
- 1110 : Mons Castaneus (cartulaire de Grenoble, 163)[16].
- 1111 : mention de l'église ou de la paroisse : ecclesia de Monte Castagno (cartulaire de Grenoble, 146)[16].
- XIVe siècle : mention du prieuré : prioratus de Montchatayn Mantle (pouillé de Vienne)[16].
- 1481 : ad Montem Chatany (terrier de Saint-Just)[16].
- XVIe siècle : mention du prieuré : prioratus Montis Castanei (pouillé général)[16].
- 1891 : Montchatain, quartier de la commune de Claveyson[16]. Le lieu-dit est aussi orthographié Montchastain[17].

Ancien prieuré de l'ordre de Saint-Benoît, filiation de Cluny et dépendance du prieuré de Manthe, et qui fut uni à la cure de Saint-Andéol de Claveyson dans le cours du XVIe siècle.

#### Saint-Andéol
- 1458 : la paroisse de Montchastain et Sainct Andeol (archives de la Drôme, E 2540)[17].
- 1523 : Santus Andiolus sive Montchastain (terrier des archives de Vienne)[17].
- 1891 : Saint-Andéol, village, paroisse et section de la commune de Claveyson[17].

Avant 1790, Saint-Andéol était une paroisse du diocèse de Vienne et de la communauté de Claveyson, dont les dîmes appartenaient originairement au prieuré de Montchastain (voir ce nom), qui lui fut uni vers la fin du XVIe siècle

En 1790, cette paroisse est comprise dans le canton de Saint-Donat, bien que Claveyson fasse partie du canton de Saint-Vallier ; cet état de choses ne subsista pas longtemps.

#### Saint-Vérand (quartier des Rives)
- 1119 : ecclesia Sancti Verani de Rivas (Juénin, Hist. de Tournus, 145)[18].
- 1664 : la cure de Saint Véran de Rives (archives de la Drôme, 2203)[18].
- XVIIe siècle : Saint Véran de Ruis (Guy-Allard, Dict., I, 294)[18].
- 1891 : Saint-Véran, chapelle de la commune de Claveyson[18].
- (non daté)[réf. nécessaire] : Saint-Vérand, chapelle.

Avant 1790, cette chapelle était le chef-lieu d'une paroisse du diocèse de Vienne et de la communauté de Claveyson, dont les dîmes appartenaient au prieur de Saint-Bonnet-de-Galaure, qui présentait à la cure.

### De la Révolution à nos jours
En 1790, la commune de Claveyson fait partie du canton de Saint-Vallier.
Dans la nuit du 24 au 25 avril 1944, trois avions parachutent 45 containers d'armes et colis en faveur de la Résistance sur le terrain Chlore situé sur la commune.

## Politique et administration

### Liste des maires
| Période                                  | Période  | Identité                          | Étiquette | Qualité       |
| ---------------------------------------- | -------- | --------------------------------- | --------- | ------------- |
| Les données manquantes sont à compléter. |          |                                   |           |               |
| 1871                                     |          | ?                                 |           |               |
| 1874                                     |          | ?                                 |           |               |
| 1878                                     |          | ?                                 |           |               |
| 1884                                     |          | ?                                 |           |               |
| 1888                                     |          | ?                                 |           |               |
| 1892                                     |          | ?                                 |           |               |
| 1896                                     |          | ?                                 |           |               |
| 1900                                     |          | ?                                 |           |               |
| 1904                                     |          | ?                                 |           |               |
| 1908                                     |          | ?                                 |           |               |
| 1912                                     |          | ?                                 |           |               |
| 1919                                     |          | ?                                 |           |               |
| 1925                                     |          | ?                                 |           |               |
| 1929                                     |          | ?                                 |           |               |
| 1935                                     |          | ?                                 |           |               |
| 1945                                     |          | ?                                 |           |               |
| 1947                                     |          | ?                                 |           |               |
| 1953                                     |          | ?                                 |           |               |
| 1959                                     |          | ?                                 |           |               |
| 1965                                     |          | ?                                 |           |               |
| 1971                                     |          | ?                                 |           |               |
| 1977                                     |          | ?                                 |           |               |
| 1983                                     |          | ?                                 |           |               |
| 1989                                     |          | ?                                 |           |               |
| 1995                                     |          | ?                                 |           |               |
| 2001                                     |          | Alain Baboin                      |           |               |
| 2008                                     |          | Thibaut Lamotte                   | SE        | agriculteur   |
| 2014                                     |          | Thibaut Lamotte                   |           | maire sortant |
| 2020                                     | En cours | Marin Dernat[source insuffisante] |           |               |

### Jumelages
La commune possède un comité de jumelage.

## Population et société

### Démographie
L'évolution du nombre d'habitants est connue à travers les recensements de la population effectués dans la commune depuis 1793. Pour les communes de moins de 10 000 habitants, une enquête de recensement portant sur toute la population est réalisée tous les cinq ans, les populations de référence des années intermédiaires étant quant à elles estimées par interpolation ou extrapolation. Pour la commune, le premier recensement exhaustif entrant dans le cadre du nouveau dispositif a été réalisé en 2006.

En 2022, la commune comptait 926 habitants, en évolution de +6,56 % par rapport à 2016 (Drôme : +2,64 %, France hors Mayotte : +2,11 %).
| 1793 | 1800 | 1806 | 1821 | 1831 | 1836 | 1841 | 1846 | 1851 |
| ---- | ---- | ---- | ---- | ---- | ---- | ---- | ---- | ---- |
| 772  | 510  | 865  | 780  | 825  | 909  | 901  | 955  | 978  |

| 1856  | 1861  | 1866  | 1872  | 1876  | 1881  | 1886 | 1891  | 1896 |
| ----- | ----- | ----- | ----- | ----- | ----- | ---- | ----- | ---- |
| 1 031 | 1 050 | 1 031 | 1 028 | 1 014 | 1 002 | 988  | 1 006 | 980  |

| 1901 | 1906 | 1911 | 1921 | 1926 | 1931 | 1936 | 1946 | 1954 |
| ---- | ---- | ---- | ---- | ---- | ---- | ---- | ---- | ---- |
| 957  | 936  | 902  | 834  | 857  | 738  | 696  | 689  | 657  |

| 1962 | 1968 | 1975 | 1982 | 1990 | 1999 | 2006 | 2011 | 2016 |
| ---- | ---- | ---- | ---- | ---- | ---- | ---- | ---- | ---- |
| 617  | 596  | 602  | 641  | 697  | 702  | 819  | 915  | 869  |

| 2021 | 2022 | - | - | - | - | - | - | - |
| ---- | ---- | - | - | - | - | - | - | - |
| 904  | 926  | - | - | - | - | - | - | - |

### Enseignement
La commune relève de l’académie de Grenoble.

### Manifestations culturelles et festivités
- Fête patronale : dimanche suivant le 20 janvier[2].
- Fête communale : premier dimanche de juillet[2].

### Médias
La population de la commune se situe dans l'aire de diffusion de plusieurs médias :

#### Presse écrite
- Le Dauphiné libéré, quotidien régional qui consacre, chaque jour, y compris le dimanche, dans son édition de « Romans et Drôme des collines » un ou plusieurs articles à l'actualité du canton et de la commune, ainsi que des informations sur les éventuelles manifestations locales, les travaux routiers, et autres événements divers à caractère local.
- L'Agriculture Drômoise, journal d'informations agricoles et rurales, couvre l'ensemble du département de la Drôme.
- Drôme Hebdo (ancien Peuple Libre), hebdomadaire chrétien d'informations.

#### Presse audio-visuelle
La commune est située sur l'aire de diffusion de Ici Drôme Ardèche, une radio publique également diffusée sur tout le territoire du département de la Drôme et de l'Ardèche.

## Économie
En 1992 : céréales, vignes, vergers, légumes, bovins, caprins.
- Coopérative agricole[2].
- Marché (asperges) : lundi, mercredi et vendredi du 1er mai au 15 juillet[2].
- Marché (légumes) : lundi, mardi et vendredi du 1er septembre au 1er avril[2].
- Foire : le 14 novembre[2].

## Culture locale et patrimoine

### Lieux et monuments
- Église Saint-Sébastien de Claveyson, médiévale (remaniée au XIXe siècle) : fresque du XVIe siècle[2].
- Église romane (à Saint-Andéol) : restes d'une pietà dans un mur[2].
  - Église de l'ancien prieuré de Saint-Andéol de style roman (XIIIe siècle), classé monument historique[réf. nécessaire].
- Chapelle Saint-Véran (ruinée)[2].

### Personnalités liées à la commune
- Louis Aragon (1897-1982), et son épouse Elsa Triolet (1896-1970) se sont réfugiés à Saint-Andéol, hameau de la commune de Claveyson, en août 1944 fuyant les exactions nazies de Saint-Donat-sur-l'Herbasse[réf. nécessaire].
- Didier Guillaume (1959-2025), homme politique français, ministre d'État de Monaco du 2 septembre 2024 à sa mort y est inhumé[25].

### Héraldique, logotype et devise
|  | Claveyson possède des armoiries dont l'origine et le blasonnement exact ne sont pas disponibles. |